# عبد العزيز شائف الأغبري
عبد العزيز شائف مقبل الأغبري هو إذاعي وشاعر ومخرج يمني. ولد عام 1947 في قرية ضيعاني في محافظة تعز. تلقى تعليمه الأولي في كتاتيب قريته، ثم انتقل إلى عدن وألتحق بمدرسة بازرعة، وتلقى تعليمه الثانوي في مدرسة القديس جوزيف العليا. التحق بالعمل الإذاعي بعد قيام ثورة سبتمبر. كتب في العديد من الصحف والمجلات اليمنية. وأخرج وكتب عدد من التمثيليات الإذاعية. وكذلك ساهم في كتابة مجموعة من القصائد الغنائية لعدد من الفنانين.